# Victoria Ruffo
María Victoria Eugenia Guadalupe Martínez del Río Moreno-Ruffo (Ciudad de México, 31 de mayo de 1962), conocida como Victoria Ruffo, es una actriz mexicana. 
Es hermana de la actriz Gabriela Ruffo y de la productora de televisión Marcela Ruffo. Sostuvo una relación amorosa con el comediante Eugenio Derbez, con el cual procreó a su primogénito José Eduardo Derbez. Está casada con el político mexicano Omar Fayad, con quien tiene dos hijos.[cita requerida]

## Carrera
Inició su carrera en el cine en la década de 1970. Desde la década de 1980, sólo ha hecho ocho películas, y se ha dedicado casi completamente a las telenovelas. También inició en el mundo de las fotonovelas historias plasmadas con imágenes con actores de verdad y de publicación semanal. Debido a la popularidad de sus telenovelas Simplemente María, La fiera, La madrastra y Victoria, entre muchas otras,  adquirió notoriedad en toda América Latina, Estados Unidos, Europa y Asia. En Rusia, fue muy bien recibida en una visita de Estado, en 1994, y fue invitada como jurado al 13.º Festival de Televisión de Shanghái, China. Asimismo, en el 2017 fue considerada una de las 30 mujeres más bellas del mundo, según encuesta realizada por el portal Hollywood Buzznett.

Considerada por algunos, como una de las reinas de las telenovelas.

## Trayectoria

### Telenovelas
- Cita a ciegas (2019) - Maura Fuentes de Salazar[10]
- Las amazonas (2016) - Inés Huerta[11][12]
- La malquerida (2014) - Cristina Maldonado Reyes de Domínguez
- Corona de lágrimas (2012-2023) - Refugio Chavero Hernández[13]
- Triunfo del amor (2010-2011) - Victoria Gutiérrez de Sandoval
- En nombre del amor (2008-2009) - Macarena Espinoza de los Monteros
- Victoria (2007-2008) - Victoria Santiesteban de Mendoza
- La madrastra (2005) - María Fernández Acuña de San Román
- Abrázame muy fuerte (2000-2001) - Cristina Álvarez Rivas de Rivero
- Vivo por Elena (1998) - Elena Carbajal
- Pobre niña rica (1995-1996) - Consuelo Villagrán García-Mora
- Capricho (1993) - Cristina Aranda Montaño
- Simplemente María (1989-1990) - María López
- Victoria (1987-1988) - Victoria Martínez
- Juana Iris (1985) - Juana Iris
- La fiera (1983-1984) - Natalie Ramírez
- En busca del Paraíso (1982-1983) - Grisel
- Quiéreme siempre (1981-1982) - Julia
- Al rojo vivo (1980-1981) - Pilar Álvarez
- Conflictos de un médico (1980) - Rosario Reyes

### Programas
- La rosa de Guadalupe (2009)
  - Amor sin fronteras (2009) - Carolina Hernández
- XHDRBZ (2002-2004)
- Mujer, casos de la vida real (2001) 
  - Entre la vida y la muerte (2001) - Carmelita
  - ¿Donde esta mi hija? (1997)
- Al derecho y al derbez (1993)
- La Hora Pico (2001) - Invitada
- XE-TU (1982) - Conductora
- Variedades de media noche (1977) - Conductora

### Cine
- Yo el ejecutor (1987) - Gloria
- Un hombre violento (1986) - Susana
- Una sota y un caballo (1982) - Mari Carmen Sierra
- De pulquero a millonario (1982) - Rufina
- El hombre sin miedo (1982) - Laura Aparicio
- Perro callejero (1980) - Guadalupe
- Ángel del silencio (1979) - Fabianne
- Discoteca es amor (1979) - Jacqueline

### Teatro
- Las arpías (2017)[14]
- Las locuras del matrimonio (2013)
- Dulce pájaro de juventud (2012)
- Las arpías (2010)[15]
- El huevo de Pascua (2006)[16]
- Ninette y un señor de Murcia (1992)
- ¿Esposa, mujer o fiera? (1990)
- Esta chica es una fiera (1985)

## Premios y nominaciones

### Premios TVyNovelas
| Año  | Categoría                | Telenovela         | Resultado |
| ---- | ------------------------ | ------------------ | --------- |
| 2020 | Mejor primera actriz     | Cita a ciegas      | Nominada  |
| 2013 | Mejor actriz protagónica | Corona de lágrimas | Ganadora  |
| 2006 | Mejor actriz protagónica | La madrastra       | Nominada  |
| 1999 | Mejor actriz protagónica | Vivo por Elena     | Nominada  |
| 1994 | Mejor actriz protagónica | Capricho           | Nominada  |
| 1990 | Mejor actriz protagónica | Simplemente María  | Nominada  |
| 1988 | Mejor actriz protagónica | Victoria           | Nominada  |
| 1984 | Mejor actriz joven       | La fiera           | Ganadora  |

### Premios Bravo
| Año  | Categoría            | Nominación por     | Resultado |
| ---- | -------------------- | ------------------ | --------- |
| 2006 | Mejor primera actriz | La madrastra       | Ganadora  |
| 2013 | Mejor primera actriz | Corona de lágrimas | Ganadora  |

### Premios People en Español
| Año  | Categoría               | Telenovela         | Resultado |
| ---- | ----------------------- | ------------------ | --------- |
| 2011 | Mejor actriz secundaria | Triunfo del amor   | Nominada  |
| 2009 | Mejor actriz            | En nombre del amor | Nominada  |

### TV Adicto Golden Awards 2019
| Categoría            | Telenvela     | Resultado |
| -------------------- | ------------- | --------- |
| Mejor primera actriz | Cita a ciegas | Ganadora  |